# Pelegrina Pastorino
Pelegrina Pastorino (* 1902 in Genua, Italien; † 1988 in Buenos Aires, Argentinien) war eine argentinische Journalistin und seit der Zwischenkriegszeit eine aktive Unterstützerin der Frauenbewegung.
Pastorino wurde im Palazzo Pastorino geboren und verbrachte dort auch ihre Kindheit. Trotz des wirtschaftlichen Aufschwungs den Italien durch König Viktor Emanuel III. erfuhr, kam es zu einer weiteren Auswanderungswelle, der sich die Familie Pastorino anschloss. Ihre ersten Schuljahre absolvierte Pastorino in Buenos Aires, wurde dann aber von ihrer Familie für den Besuch einer höheren Schule zu Verwandten in Genua geschickt.
Anschließend besuchte Pastorino die Accademia di Belle Arti di Brera in Mailand und beschäftigte sich dort u. a. mit Mode-Design. Nach erfolgreichem Abschluss wurde sie von Harrods als Mannequin engagiert. Durch ihre Familie machte sie in dieser Zeit die Bekanntschaft von Aristoteles Onassis und wurde von dessen Zigarettenfirma Primeros für eine überregionale Werbekampagne in Südamerika betraut.
Als die Schriftstellerin Victoria Ocampo 1931 die Literaturzeitschrift Sur gründete, verpflichtete sie neben Mariá Rosa Oliver auch Pastorino als Redakteurin. Die drei Frauen kannten sich bereits durch ihre Mitgliedschaft der Grupo Florida. Neben ihren rein redaktionellen Arbeiten begann Pastorino ab dieser Zeit auch verstärkt für die Frauenbewegung zu schreiben. In der Redaktion der Zeitschrift Sur lernte sie auch den Bibliothekar Nicolas Barrios-Lynch (1910–1986) kennen und heiratete ihn in Córdoba.
Im spanischen Bürgerkrieg unterstützte Pastorino in ihren Artikeln die Republikaner. Roger Caillois verließ 1939 Frankreich und wählte Buenos Aires zum Exil. Als er dort sein Institute français eröffnete, wurde er tatkräftig von Pastorino unterstützt, die mit ihm dort auch die Zeitschrift Lettres françaises gründete. Während des Zweiten Weltkriegs war Pastorino Mitglied des Roten Kreuzes und der UNESCO und half Flüchtlingen aus Europa in Südamerika eine neue Heimat zu finden.
1988 starb Pelegrina Pastorino in Buenos Aires und fand dort auch ihre letzte Ruhestätte.
Pastorino war die Tante der Schauspielerin Malvina Pastorino (1916–1994); weitere Verwandte waren in Argentinien die Schriftsteller Adolfo Bioy Casares und Enrique Lynch Arribálzaga und in Italien der Politiker Luca Pastorino (* 1971) und der Philologe Agostino Pastorino (1920–1984).